# Најагара (Северна Дакота)
Нијагара (енгл. Niagara) град је у америчкој савезној држави Северна Дакота.

## Демографија
По попису из 2010. године број становника је 53, што је 4 (-7,0%) становника мање него 2000. године.
| Група             | 2000.      | 2010.      |
| Белци             | 54 (94,7%) | 52 (98,1%) |
| Афроамериканци    | 0 (0,0%)   | 0 (0,0%)   |
| Азијати           | 0 (0,0%)   | 0 (0,0%)   |
| Хиспаноамериканци | 0 (0,0%)   | 1 (1,9%)   |
| Укупно            | 57         | 53         |